# Matheus Cunha
Matheus Santos Carneiro da Cunha (João Pessoa, 27 de maio de 1999) é um futebolista brasileiro que atua como atacante. Joga no Manchester United.

## Carreira

### Início
Quando criança, Matheus Cunha jogou futsal no Esporte Clube Cabo Branco, de João Pessoa-PB. Aos 11 anos, chamou a atenção de um empresário, em Pernambuco, que decidiu levá-lo para fazer testes no futebol do Coritiba.
Foi na equipe paranaense que, em 2016, fez parte do plantel que disputou a tradicional Copa São Paulo de Futebol Junior. Após a participação na Copinha, o Coxa foi para os Estados Unidos e disputou a Dallas Cup. Foi disputando esta competição que ele atraiu a atenção do Sion, da Suíça, que resolveu contratá-lo para disputar a temporada 2017–18.
| “                                                         | Quando soube da possibilidade de iniciar minha trajetória na Europa não pensei duas vezes. Era um sonho de criança. Hoje, [...] tenho a certeza de que dei o passo certo. | ” |
| — Matheus Cunha, sobre sua ida precoce ao futebol europeu | |   |

### Sion
Se profissionalizando no Sion, Matheus, logo na sua primeira temporada, mostrou suas credenciais, sendo um dos destaques da equipe na temporada. Não a toa, ele foi escolhido o Melhor Jogador do Sion no Campeonato Suíço no mês de outubro de 2017.
No dia 22 de maio de 2018, anotou um hat-trick na vitória do seu time por 4 a 1 sobre o Thun.
Terminou a temporada como o artilheiro da equipe, marcando 10 gols em 29 jogos. Entre os jogadores brasileiros que disputaram o Campeonato Suíço, Matheus foi o que mais fez gols.
O bom desempenho na temporada 2017–18 despertou interesse de clubes de maior visibilidade. O West Ham, da Inglaterra, chegou a cogitar sua contratação, mas o RB Leipzig, da Alemanha, ofereceu 15 milhões de euros e contratou o jogador.

### RB Leipzig
No dia 24 de junho de 2018, Matheus Cunha assinou contrato com o clube alemão válido até junho de 2023. Com isso, Matheus tornou-se o primeiro atacante brasileiro a defender o clube na história.
| “                                     | O Red Bull Leipzig é um clube que está crescendo muito, tem uma estrutura maravilhosa e vejo como uma chance sensacional de evolução profissional e pessoal. Eles tem uma filosofia de apostar em jovens, e eu gosto muito desse tipo de trabalho. Estou muito feliz com meu começo em Leipzig e espero escrever a minha história e ajudar o clube a ter grande conquistas. | ” |
| — Cunha em sua chegada ao time alemão | |   |

Em seus anos pelo Leipzig, o jogador pôde desempenhar um futebol muito regular, mas sem a frequência de outrora graças a sua disputa ativa pela posição com Timo Werner e Yussuf Poulsen. Ambos eram jogadores que participavam de muitos gols, e Cunha, ainda que conseguisse balançar as redes, em especial nas competições europeias, não podia superar a dupla de ataque principal do time patrocinado pela Red Bull.

Em 2019 foi anunciado que ele concorreria ao Prêmio Púskas por um belo gol marcado contra o Bayer Leverkusen. Todavia, o prêmio foi vencido por Dániel Zsóri, que havia marcado outro golaço no Campeonato Húngaro. Em entrevista, o brasileiro falou sobre como fez o gol e como reagiu a repercussão do lance:

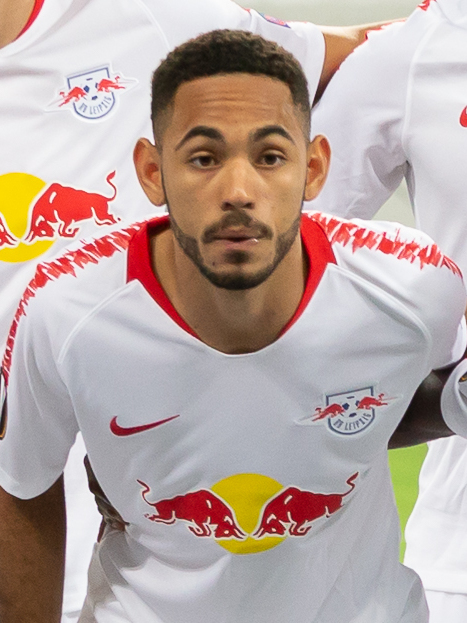
Matheus Cunha pelo Leipzig em 2018.

| “ | Foi uma jogada de improviso. A bola acabou ficando longa e eu tive que me esforçar pra chegar nela. O Wendell é rápido e vinha em velocidade da esquerda e eu, na hora, tive como saída aquele giro. Era a melhor solução pois se tento um corte seco ele poderia cortar. Já sai do giro com a bola perfeita para finalizar, muito em cima e o extinto foi a cavadinha. Fui feliz na jogada e no gol. [...] A repercussão foi maravilhosa. Muita gente falando e me abordando sobre o gol, na entrevista perguntaram se foi o mais bonito da minha carreira, friamente pensando, acho que sim. São gols assim que ficam guardados em nossa memória e na do torcedor. Espero conseguir fazer mais e mais. Se forem todos bonitos, melhor ainda. | ” |
| — Matheus Cunha sobre seu gol. Na época do comentário, ele ainda não havia sido indicado ao Prêmio Puskas. | |   |

Matheus deixou o Leipzig após 52 jogos e nove gols marcados. Sua saída para outro time alemão, ainda que com menos ambição, se deveu ao fato do atleta poder desempenhar mais do que jogos de suplente.
Em seus anos de Leipzig, o jogador pôde receber suas chances para estar com a Seleção Brasileira de Futebol Sub-23, e participou de diversos jogos que culminaram na classificação do Brasil aos Jogos Olímpicos de Verão de 2020, que foi disputado em 2021 por conta da Pandemia de COVID-19.
| “                                    | No RB Leipzig eu pude amadurecer e desenvolver minhas qualidades. Foi um clube que me acolheu e eu pude mostrar meu futebol para o mundo, chegando, inclusive, na Seleção Brasileira. Fica o sentimento de gratidão. | ” |
| — Cunha, em sua despedida do Leipzig | |   |

### Hertha Berlim
No dia 31 de janeiro de 2020, no último dia da janela de transferências na Europa, Cunha assinou com o Hertha Berlim. Os valores não foram divulgados oficialmente, mas estima-se que custou aproximadamente 20 milhões de euros.
Seu tempo no Hertha foi recheado de momentos intensos. Apesar de ter conseguido marcar mais gols que no seu clube anterior (11), foi também alvo de muitas lesões no decorrer de seus jogos.
Entre esses gols, Cunha destacou-se certa vez ao marcar dois gols diante o Borussia Dortmund na 8ª rodada da Bundesliga de 2020–21, em uma derrota de sua equipe por 5 a 2. Apesar de ter saído sem a vitória, o jogador vinha de uma boa sequência, pois também havia balançado as redes nas duas rodadas anteriores.
Matheus deixou a equipe no início da Bundesliga de 2021–22, onde chegou a marcar um gol em sua estreia diante o Colônia na rodada de abertura do campeonato. O brasileiro saiu do time após 40 jogos e 11 gols marcados.

### Atlético de Madrid
No dia 25 de agosto de 2021, Cunha foi anunciado pelo Atlético de Madrid. A negociação foi concluída por 30 milhões de euros e Matheus Cunha assinou vínculo de cinco temporadas.
Em sua estreia, o jogador conseguiu fazer partidas com certa regularidade, apesar de não ter conseguido a titularidade graças a disputa com Luis Alberto Suárez. Contudo, terminou sua época com 7 gols.
Em sua segunda temporada no clube espanhol e sentindo-se confiante Matheus Cunha assumiu a camisa 9.
| “                                    | É um número que tenho muito carinho e que gosto. Muito feliz com a possibilidade de herdar o número que grandes jogadores já vestiram aqui no Atlético. Tenho certeza que teremos uma temporada excelente e eu espero corresponder em campo toda a confiança depositada em mim pela diretoria e comissão técnica. É uma responsabilidade grande, mas me sinto extremamente preparado. | ” |
| — Matheus Cunha, em entrevista ao ge | |   |

Apesar do ano anterior ter sido marcado por algumas bolas na rede, o jogador não conseguiu repetir nada disso em sua nova época. Sob o comando de Diego Simeone, Cunha não chegou a marcar nenhum gol em sua temporada e ficou entre os suplentes por não conseguir superar Álvaro Morata, Antoine Griezmann e João Félix no ataque espanhol.
Apesar de ter sido muito utilizado pelo técnico Tite, foi nessa mesma época que o atleta foi preterido pelo atacante Pedro, que atuava pelo Flamengo. Em uma oportunidade, Tite chamou Pedro para o ataque da Seleção Brasileira, deixando Matheus no banco de reservas; na Convocação para Copa do Mundo de 2022, o carioca esteve entre os convocados em detrimento do camisa 9 do clube espanhol. Cunha, de fora da Copa, lamentou muito seu momento ruim. Portanto, optou por deixar o clube de La Liga para desempenhar melhor em outro campeonato.

### Wolverhampton

#### 2022–23

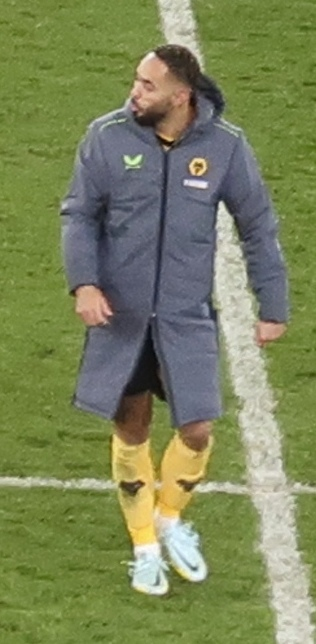
Matheus Cunha, pelo Wolves, em 2023.

Matheus Cunha foi anunciado pelo Wolverhampton no dia 25 de dezembro de 2022. O clube acertou a sua contratação por empréstimo até junho de 2023, com cláusula de obrigação de compra futura caso o jogador atingisse as metas contratuais. No fim do contrato, ficou definido que o clube inglês compraria o jogador por cerca de 50 milhões de euros.
Em 5 de janeiro de 2023, fez sua estreia pelo clube inglês no empate em 1–1 contra o Aston Villa, válido pela Premier League.
No decorrer da competição, o jogador ainda fazia o mesmo futebol de nível baixo da época anterior. Em seus jogos iniciais pelo Wolves, o brasileiro balançou as redes somente em duas oportunidades em 20 jogos, e parecia que não iria mais retomar a fase positiva de outros tempos.

#### 2023–24
Apesar do ano ruim, o brasileiro conseguiu fazer a melhor temporada de sua carreira até aquele momento. Deixando de lado suas performances ruins da época passada, Matheus Cunha pôde fazer a equipe a conquistar bons resultados em seu novo grande momento.
Após balançar as redes de clubes como Fulham, Arsenal e Everton no ano de 2023, o atacante surpreendeu a todos quando conseguiu marcar um hat-trick na vitória de 4–2 diante do Chelsea em pleno Stamford Bridge, pela 23ª rodada da Premier League.
Pouco tempo depois dessa grande performance, Cunha lesionou-se e teve de deixar o clube por algumas rodadas para tratar de seu problema na coxa. Em seu retorno, após uns jogos em branco, Matheus mostrou novamente um exímio jogo e marcou dois gols diante o Nottingham Forest na 33ª rodada da Liga Inglesa.
Apesar de não ter conseguido ir longe na Copa da Liga, Cunha conseguiu ajudar o Wolves a ir mais distante na Copa da Inglaterra. Em três partidas, o brasileiro balançou a rede duas vezes e só deixou de entrar em campo por conta de sua lesão na coxa. O clube foi eliminado nas quartas de final para o Coventry City Football Club, o "time sensação" daquela edição.
Matheus encerrou sua segunda temporada com grande evolução de maneira importante entre os biênios. Nesse sentido, em 2023/2024, ele fez 14 gols e deu oito assistências em 36 jogos.

#### 2024–25
Em seu segundo ano no Wolves, Cunha tivera de enfrentar um péssimo início coletivo de Premier League. Apesar de ter marcado gols contra o Chelsea, Aston Villa, Brentford e Brighton, a equipe não conseguia vencer nenhuma vez nas primeiras dez partidas da Liga Inglesa. A primeira vez que o clube conquistara três pontos ocorreu na 11ª jornada, e Matheus foi peça fundamental dando um gol e uma assistência em uma vitória por 3–1 contra o Southampton.
No decorrer da época, o brasileiro conseguiu ter mais boas performances individuais, como quando marcou um doblete diante o Fulham no Craven Cottage. Nesse período, passou a intensificar sua mudança de posição, pois já não era mais um camisa 9 fixo, mas alternava entre o Falso 9 e o Meia-Atacante com determinada frequência em solo inglês.
Apesar das performances majoritariamente positivas, a equipe ainda amargava uma das últimas posições na Liga e a diretoria optou pela contratação de Vítor Pereira para o comando dos Wolves. Com o português, o impacto foi imediato: a equipe disputara duas partidas na Liga e Cunha estufou as redes do Leicester e do Manchester United nas rodadas 17 e 18 – sendo este último um memorável Gol olímpico.
A medida que a equipe conquistara melhores resultados, o brasileiro mantinha sua boa fase e chegou a ampliar o número de gols contra importantes equipes do cenário inglês, como Aston Villa, Liverpool e Tottenham. O destaque fez não apenas com que Cunha voltasse a integrar a Seleção Brasileira, mas livrou as chances matemáticas de rebaixamento do Wolves antes do fim do Campeonato. Ao mesmo tempo, o time vermelho de Manchester interessou-se pela contratação do jogador.
Ao concluir a época, Cunha obteve o recorde de jogador brasileiro com mais gols em uma única edição de Premier League (15, empatado com Roberto Firmino e Gabriel Martinelli). Após o jogo final, terminou a temporada somando 17 tentos em 36 partidas em todas as competições.
Com tamanho destaque individual, Ruben Amorim interessou-se pelo brasileiro e pediu para que o Manchester United contratasse o camisa 10. Os times permaneceram conversando na reta final da época e a mídia europeia anunciou um acordo entre os pares no dia 25 de maio de 2025.
Após grandiosa temporada, Matheus despediu-se do elenco de forma definitiva no início da Janela de Transferências. O brasileiro saiu do Wolverhampton com 92 partidas e 33 gols marcados em toda sua passagem.

### Manchester United
No dia primeiro de junho de 2025, o Manchester United anunciou oficialmente a contratação de Matheus pelo valor de 62,5 milhões de libras. Com a possível saída de Marcus Rashford do elenco de Ruben Amorim, a diretoria dos Red Devils optou por dar a Cunha a camisa 10. Assim, ele se tornou o primeiro brasileiro a ter essa numeração na história da equipe de Old Trafford.

## Seleção Brasileira

### Sub-20
Em 14 de junho de 2018, Matheus foi convocado pela primeira vez para a Seleção Sub-20.

### Sub-23

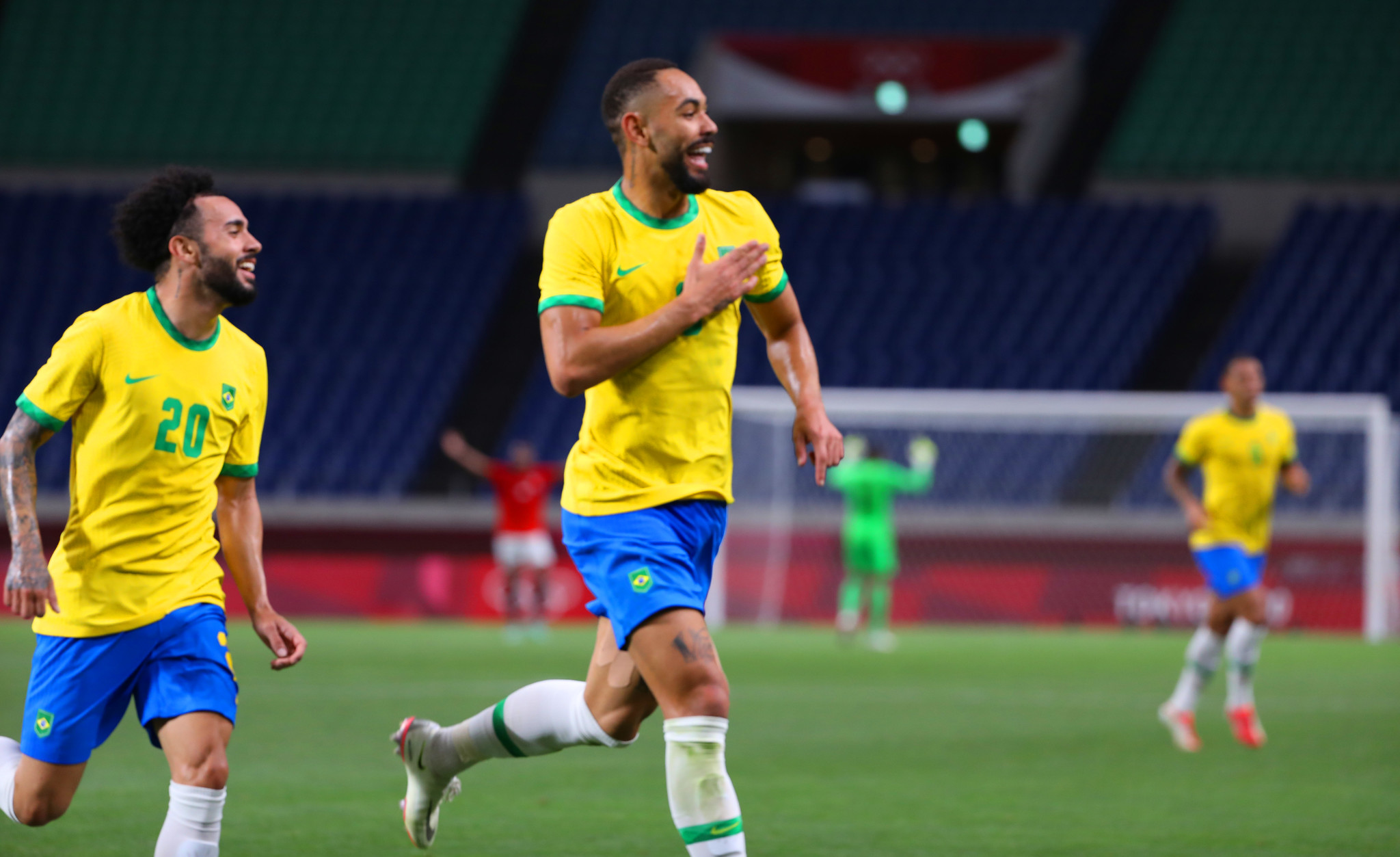
Claudinho e Matheus em partida das Olimpíadas.

No dia 1 de junho de 2019, foi convocado para a Seleção Sub-23 que disputou o Torneio de Toulon. Sagrou-se campeão e artilheiro da competição com quatro gols.
No dia 16 de dezembro de 2019, foi convocado para a disputa do Pré-Olímpico, onde conquistou a vaga para as Olímpiadas e sagrou-se artilheiro com cinco gols.
Após participar de todo ciclo olímpico, sendo artilheiros do Torneio de Toulon e do Pré-Olímpico, no dia 17 de junho de 2021, Cunha foi convocado para as Olimpíadas, na qual conquistou a medalha de ouro.
Matheus Cunha terminou todo o ciclo olímpico como artilheiro isolado da Seleção, com 18 gols em 23 jogos.

#### Jogos pela Seleção Sub-23
|     | Data                   | Local                                                     | Resultado   | Adversário     | Gol(s) | Assist. | Competição                         |
| --- | ---------------------- | --------------------------------------------------------- | ----------- | -------------- | ------ | ------- | ---------------------------------- |
| 1.  | 4 de junho de 2019     | Stade de Lattre de Tassigny, Aubagne                      | 4–0         | Guatemala      | 0      | 0       | Torneio de Toulon                  |
| 2.  | 5 de junho de 2019     | Stade d'Honneur Marcel Roustan, Salon-de-Provence, França | 4–0         | França         | 1      | 0       | Torneio de Toulon                  |
| 3.  | 8 de junho de 2019     | Stade Jules-Ladoumègue, Vitrolles, França                 | 5–0         | Catar          | 2      | 1       | Torneio de Toulon                  |
| 4.  | 12 de junho de 2019    | Stade de Lattre-de-Tassigny, Aubagne, França              | 2–0         | Irlanda        | 1      | 1       | Torneio de Toulon                  |
| 5.  | 15 de junho de 2019    | Stade d'Honneur Marcel Roustan, Salon-de-Provence, França | 1 (5)–(4) 1 | Japão          | 0      | 1       | Torneio de Toulon                  |
| 6.  | 5 de setembro de 2019  | Pacaembu, São Paulo, Brasil                               | 2–0         | Colômbia       | 1      | 0       | Amistoso                           |
| 7.  | 9 de setembro de 2019  | Pacaembu, São Paulo, Brasil                               | 3–1         | Chile          | 2      | 0       | Amistoso                           |
| 8.  | 10 de outubro de 2019  | Estádio dos Aflitos, Recife, Brasil                       | 4–1         | Venezuela      | 0      | 0       | Amistoso                           |
| 9.  | 14 de outubro de 2019  | Arena de Pernambuco, São Lourenço da Mata, Brasil         | 2–3         | Japão          | 1      | 0       | Amistoso                           |
| 10. | 14 de novembro de 2019 | Estádio Gran Canaria, Las Palmas, Espanha                 | 1–0         | Estados Unidos | 1      | 0       | Torneio de Tenerife                |
| 11. | 17 de novembro de 2019 | Estádio Gran Canaria, Las Palmas, Espanha                 | 0–1         | Argentina      | 0      | 0       | Torneio de Tenerife                |
| 12. | 22 de janeiro de 2020  | Estádio Hernán Ramírez Villegas, Pereira, Colômbia        | 3–1         | Uruguai        | 1      | 0       | Torneio Pré-Olímpico Sul-Americano |
| 13. | 28 de janeiro de 2020  | Estádio Centenário, Armênia, Colômbia                     | 5–3         | Bolívia        | 1      | 0       | Torneio Pré-Olímpico Sul-Americano |
| 14. | 3 de fevereiro de 2020 | Estádio Alfonso López, Bucaramanga, Colômbia              | 1–1         | Colômbia       | 1      | 0       | Torneio Pré-Olímpico Sul-Americano |
| 15. | 6 de fevereiro de 2020 | Estádio Alfonso López, Bucaramanga, Colômbia              | 1–1         | Uruguai        | 0      | 0       | Torneio Pré-Olímpico Sul-Americano |
| 16. | 9 de fevereiro de 2020 | Estádio Alfonso López, Bucaramanga, Colômbia              | 3–0         | Argentina      | 2      | 0       | Torneio Pré-Olímpico Sul-Americano |
| 17. | 14 de novembro de 2020 | Estádio Al Salam, Cairo, Egito                            | 3–1         | Coreia do Sul  | 1      | 0       | Amistoso                           |
| 18. | 17 de novembro de 2020 | Estádio Internacional do Cairo, Cairo, Egito              | 1–2         | Egito          | 1      | 0       | Amistoso                           |

### Principal
No dia 25 de setembro de 2020, após corte de Gabriel Jesus por lesão, Matheus Cunha foi convocado para as partidas contra Bolívia e Peru pelas Eliminatórias da Copa do Mundo de 2022.
Após boa participação nos Jogos Olímpicos, Cunha voltou a ser convocado no dia 13 de agosto de 2021, sendo chamado para as partidas contra o Chile, a Argentina e o Peru, em setembro, pelas Eliminatórias da Copa do Mundo.
Cunha foi convocado durante muito tempo pelo treinador Tite, mas era criticado pela sua baixa participação em gols pela Amarelinha e pelo seu clube atual. Então, na última convocação antes da Copa do Mundo de 2022, o técnico optou por chamar Pedro, goleador do Flamengo, junto de Matheus para testá-los. Com um gol e um jogo, o centroavante flamenguista constou na Convocação final para Copa justamente no lugar de Matheus, que havia jogado uma partida antes e não tinha estufado as redes. Entristecido, o jogador comentou sobre o tema em suas redes sociais:
| “                                    | Gente, a todos vocês que não param de mandar mensagem, OBRIGADO. Foi sofrido, foi doído e faz parte. A nossa seleção é espetacular, e a concorrência é muito grande. Obrigado de coração pela torcida e torçamos muito pelo hexa! | ” |
| — Cunha após não ter sido convocado. | |   |

Passado o período da Copa do Mundo, o brasileiro retornou brevemente para disputa de partidas de Eliminatórias em 2023, mas voltou a ausentar-se de uma competição oficial quando Dorival Júnior não o chamara para Copa América de 2024.
Seu retorno aconteceu somente em 2025, quando, em grande fase pelo Wolverhampton, foi convocado por Dorival para ocupar a faixa de ataque brasileira novamente nas Eliminatórias. Lá, em 26 de março, marcou o seu primeiro gol com a camisa da Seleção. Na ocasião, fizera um tento em um clássico contra a Argentina, mas o jogo terminou com a derrota dos brasileiros por 4–1.

#### Jogos pela Seleção Principal
|    | Data                   | Local                                 | Resultado | Adversário | Gol(s) | Assist. | Competição |
| -- | ---------------------- | ------------------------------------- | --------- | ---------- | ------ | ------- | ---------- |
| 1. | 15 de novembro de 2018 | Estádio Independência, Belo Horizonte | 0–0       | Colômbia   | 0      | 0       | Amistoso   |
| 2. | 20 de novembro de 2018 | Estádio Olímpico, Goiânia             | 2–2       | Colômbia   | 1      | 0       | Amistoso   |

## Estatísticas

### Clubes
Abaixo estão listados todos os jogos, gols e assistências do futebolista por clubes.
| Clube              | Temporada         | Campeonato nacional | Campeonato nacional | Campeonato nacional | Copa nacional[a] | Copa nacional[a] | Copa nacional[a] | Competições continentais[b] | Competições continentais[b] | Competições continentais[b] | Outros torneios[b] | Outros torneios[b] | Outros torneios[b] | Total | Total | Total   |
| Clube              | Temporada         | Jogos               | Gols                | Assist.             | Jogos            | Gols             | Assist.          | Jogos                       | Gols                        | Assist.                     | Jogos              | Gols               | Assist.            | Jogos | Gols  | Assist. |
| ------------------ | ----------------- | ------------------- | ------------------- | ------------------- | ---------------- | ---------------- | ---------------- | --------------------------- | --------------------------- | --------------------------- | ------------------ | ------------------ | ------------------ | ----- | ----- | ------- |
| FC Sion            | 2017–18           | 29                  | 10                  | 6                   | 1                | 0                | 0                | 2                           | 0                           | 0                           | —                  | —                  | —                  | 32    | 10    | 6       |
| FC Sion            | Total             | 29                  | 10                  | 6                   | 1                | 0                | 0                | 2                           | 0                           | 0                           | —                  | —                  | —                  | 32    | 10    | 6       |
| RB Leipzig         | 2018–19           | 25                  | 2                   | 0                   | 2                | 1                | 0                | 12                          | 5                           | 1                           | —                  | —                  | —                  | 39    | 9     | 1       |
| RB Leipzig         | 2019–20           | 10                  | 0                   | 2                   | 1                | 0                | 0                | 2                           | 0                           | 0                           | —                  | —                  | —                  | 13    | 0     | 2       |
| RB Leipzig         | Total             | 35                  | 2                   | 2                   | 3                | 1                | 0                | 14                          | 5                           | 1                           | —                  | —                  | —                  | 52    | 9     | 3       |
| Hertha Berlim      | 2019–20           | 11                  | 5                   | 1                   | —                | —                | —                | —                           | —                           | —                           | —                  | —                  | —                  | 11    | 5     | 1       |
| Hertha Berlim      | 2020–21           | 27                  | 7                   | 4                   | 1                | 1                | 2                | —                           | —                           | —                           | —                  | —                  | —                  | 28    | 8     | 6       |
| Hertha Berlim      | 2021–22           | 1                   | 0                   | 1                   | —                | —                | —                | —                           | —                           | —                           | —                  | —                  | —                  | 1     | 0     | 1       |
| Hertha Berlim      | Total             | 39                  | 12                  | 6                   | 1                | 1                | 2                | —                           | —                           | —                           | —                  | —                  | —                  | 40    | 13    | 8       |
| Atlético de Madrid | 2021–22           | 29                  | 6                   | 4                   | 2                | 1                | 0                | 5                           | 0                           | 0                           | 1                  | 0                  | 0                  | 37    | 7     | 4       |
| Atlético de Madrid | 2022–23           | 11                  | 0                   | 2                   | 1                | 0                | 0                | 5                           | 0                           | 0                           | —                  | —                  | —                  | 17    | 0     | 2       |
| Atlético de Madrid | Total             | 40                  | 6                   | 6                   | 3                | 1                | 0                | 10                          | 0                           | 0                           | 1                  | 0                  | 0                  | 54    | 7     | 6       |
| Wolverhampton      | 2022–23           | 3                   | 0                   | 0                   | 3                | 0                | 2                | —                           | —                           | —                           | —                  | —                  | —                  | 6     | 0     | 2       |
| Wolverhampton      | Total             | 3                   | 0                   | 0                   | 3                | 0                | 2                | —                           | —                           | —                           | —                  | —                  | —                  | 6     | 0     | 2       |
| Total na carreira  | Total na carreira | 146                 | 18                  | 20                  | 11               | 3                | 4                | 26                          | 5                           | 1                           | 1                  | 0                  | 0                  | 184   | 39    | 25      |

- a. ^ Jogos da Copa da Suiça, Copa da Alemanha, Copa do Rei, Copa da Liga Inglesa e Copa da Inglaterra
- b. ^ Jogos da Liga Europa e Liga dos Campeões da UEFA
- c. ^ Jogos da Supercopa da Espanha

### Seleção Brasileira
Abaixo estão listados todos os jogos, gols e assistências do futebolista pela Seleção Brasileira, desde as categorias de base.[carece de fontes?]
Seleção Principal
| Ano               | Qualificação Mundial | Qualificação Mundial | Qualificação Mundial | Amistosos | Amistosos | Amistosos | Total | Total | Total   |
| Ano               | Jogos                | Gols                 | Assist.              | Jogos     | Gols      | Assist.   | Jogos | Gols  | Assist. |
| ----------------- | -------------------- | -------------------- | -------------------- | --------- | --------- | --------- | ----- | ----- | ------- |
| 2021              | 4                    | 0                    | 0                    | —         | —         | —         | 4     | 0     | 0       |
| 2022              | 2                    | 0                    | 0                    | 2         | 0         | 0         | 4     | 0     | 0       |
| 2023              | 3                    | 0                    | 0                    | —         | —         | —         | 3     | 0     | 0       |
| 2025              | 2                    | 1                    | 0                    | —         | —         | —         | 2     | 1     | 0       |
| Total na carreira | 11                   | 1                    | 0                    | 2         | 0         | 0         | 13    | 1     | 0       |

Seleção Sub–23
| Ano               | Jogos Olímpicos | Jogos Olímpicos | Jogos Olímpicos | Pré–Olímpico | Pré–Olímpico | Pré–Olímpico | Torneio de Toulon | Torneio de Toulon | Torneio de Toulon | Amistosos | Amistosos | Amistosos | Total | Total | Total   |
| Ano               | Jogos           | Gols            | Assist.         | Jogos        | Gols         | Assist.      | Jogos             | Gols              | Assist.           | Jogos     | Gols      | Assist.   | Jogos | Gols  | Assist. |
| ----------------- | --------------- | --------------- | --------------- | ------------ | ------------ | ------------ | ----------------- | ----------------- | ----------------- | --------- | --------- | --------- | ----- | ----- | ------- |
| 2019              | —               | —               | —               | —            | —            | —            | 5                 | 4                 | 3                 | 4         | 2         | 1         | 9     | 6     | 4       |
| 2020              | —               | —               | —               | 5            | 5            | 0            | —                 | —                 | —                 | 2         | 2         | 1         | 7     | 7     | 1       |
| 2021              | 5               | 3               | 1               | —            | —            | —            | —                 | —                 | —                 | 1         | 2         | 1         | 6     | 5     | 2       |
| Total na carreira | 5               | 3               | 1               | 5            | 5            | 0            | 5                 | 4                 | 3                 | 7         | 8         | 3         | 22    | 18    | 7       |

Seleção Sub–20
| Ano               | Amistosos | Amistosos | Amistosos |
| Ano               | Jogos     | Gols      | Assist.   |
| ----------------- | --------- | --------- | --------- |
| 2018              | 2         | 1         | 0         |
| Total na carreira | 2         | 1         | 0         |

## Títulos
Seleção Brasileira
- Torneio Internacional de Toulon: 2019
- Medalha de ouro nos Jogos Olímpicos: 2020

### Artilharias
- Torneio Internacional de Toulon: 2019 (4 gols)
- Torneio Pré-Olímpico Sul-Americano Sub-23: 2020 (5 gols)